# Konrad Wirnhier
Konrad Wirnhier (n. 7 iulie 1937, Pfarrkirchen, Bavaria, Germania – d. 2 iunie 2002, Tegernsee, Bavaria, Germania) a fost un trăgător de tir german, medaliat olimpic. A participat la 2 ediții ale Jocurilor Olimpice (1968, 1972) în care a câștigat o medalie de aur și o medalie de bronz.